# Duca di Suffolk
Duca di Suffolk è un titolo nobiliare creato tre volte nella storia dell'Inghilterra e appartenente alla parìa d'Inghilterra. 
La terza creazione del titolo fu per Henry Grey, III marchese del Dorset, nel 1551, fino a quel momento il duca aveva anche il titolo di barone Ferrers di Groby (1300) ma entrambi i titoli decaddero quando il duca fu privato dei suoi diritti tramite il cosiddetto Bill of attainder nel 1554.

## Conti di Suffolk (1385)
- Michael de la Pole, I Conte di Suffolk (1330-1389), Lord Cancelliere sotto Riccardo II, fu privato dei suoi titoli dal cosiddetto Parlamento Spietato nel 1388
- Michael de la Pole, II Conte di Suffolk (1367-1415), figlio del I Conte, ottenne la restituzione del titolo paterno nel 1398; il titolo fu di nuovo dichiarato decaduto nel 1399, ma subito restaurato già nel 1399
- Michael de la Pole, III Conte di Suffolk (1394-1415), primo figlio del II Conte; morì senza figli
- William de la Pole, IV Conte di Suffolk (1396-1450), secondo figlio del II Conte; nominato Marchese di Suffolk nel 1444, poi Duca di Suffolk nel 1448.

## Marchesi di Suffolk (1444)
Titoli sussidiari: Conte di Suffolk (1385), Conte di Pembroke (1447)
- William de la Pole, I Marchese di Suffolk (1396-1450), nominato Duca di Suffolk nel 1448.

## Duchi di Suffolk, prima creazione (1448)
Titoli sussidiari: Marchese di Suffolk (1444), Conte di Suffolk (1385), Conte di Pembroke (1447)
- William de la Pole, I Duca di Suffolk (1396-1450), arrestato per i suoi insuccessi in Francia, privato dei titoli nel 1450
- John de la Pole, II Duca di Suffolk (1442-1492), unico figlio del I Duca, restaurato nei titoli paterni nel 1463
  - John de la Pole, I Conte di Lincoln (1462/4-1487), primo figlio del II Duca, muore prima del padre senza discendenza
- Edmund de la Pole, III Duca di Suffolk (1472-1513), figlio minore del II Duca; autorizzato alla successione come Duca nel 1491; deve cedere il titolo nel 1493; decaduto dal titolo di Conte nel 1504.

## Duchi di Suffolk, seconda creazione (1514)
- Charles Brandon, I Duca di Suffolk (1484-1545), favorito di Enrico VIII
- Henry Brandon, II Duca di Suffolk (1535-1551), terzo figlio del I Duca, muore giovane di malattia del sudore
- Charles Brandon, III Duca di Suffolk (1537-1551), quarto figlio del I Duca, muore pochissimo tempo dopo il fratello, II Duca, anch'egli di malattia del sudore; con lui il titolo si estingue.

## Duchi di Suffolk, terza creazione (1551)
Titoli sussidiari: Marchese di Dorset (1475), Barone Ferrers di Groby (1300), Barone Harington (1324), Barone Bonville (1449)
- Henry Grey, I Duca di Suffolk, III Marchese di Dorset (1517-1554), padre di Lady Jane Gray (proclamata Regina d'Inghilterra); dopo il fallito tentativo di far salire al trono la figlia, fu perdonato; per la sua partecipazione alla Ribellione di Wyatt, la regina Maria I lo fece giustiziare per tradimento nel febbraio del 1554; i titoli furono dichiarati decaduti e comunque non ci sarebbero stati eredi maschi.

## Nota
Successivamente il titolo fu nuovamente creato come conte di Suffolk, IV creazione.